# 2013 no desporto
Nesta página encontram-se os fatos e referências do desporto que aconteceram e acontecerão durante o ano de 2013.

## Eventos previstos

### Eventos Multidesportivos
- 29 de janeiro a 5 de fevereiro - Jogos Mundiais de Inverno, em  Pyeongchang
- 4 a 17 de março - Jogos Desportivos Centro-Americanos, em  San José
- 29 de junho a 6 de julho - Jogos Asiáticos de Artes Marciais e Recinto Coberto, em  Incheon
- 6 a 17 de julho - Universíada de Verão, em  Cazã
- 19 de julho a 4 de agosto - Campeonato Mundial de Esportes Aquáticos, em  Barcelona
- 21 a 30 de julho - Jogos do Mediterrâneo, em  Mersin
- 25 de julho a 4 de agosto - Jogos Mundiais, em  Cali
- 26 de julho a 4 de agosto - Surdolimpíadas de Verão, em  Sófia
- 3 a 10 de agosto - Jogos Mundiais de Anões, em  East Lansing.
- 16 a 24 de agosto - Jogos Asiáticos da Juventude, em  Nanjing
- 2 a 12 de setembro - Mini Jogos do Pacífico, em  Wallis e Futuna
- 7 de setembro - Eleição da cidade-sede dos Jogos Olímpicos de Verão de 2020
- 6 a 15 de setembro - Jogos da Francofonia, em  Nice
- 6 a 15 de outubro - Jogos da Ásia Oriental, em  Tianjin
- 18 a 26 de outubro - Jogos Mundiais de Combate, em  São Petersburgo
- 2 a 10 de novembro - Jogos da Lusofonia, em  Goa
- 16 a 30 de novembro - Jogos Bolivarianos, em  Trujillo
- 24 de novembro a 1 de dezembro - Gymnasíada, em  Brasília
- 11 a 21 de dezembro - Universíada de Inverno, em  Trentino
- 11 a 21 de dezembro - Jogos do Sudeste Asiático, em  Nepiedó

### Andebol(português europeu)ouHandebol(português brasileiro)
- 11 a 27 de janeiro - Mundial Masculino, na  Espanha
- 6 a 22 de dezembro - Mundial Feminino, na  Sérvia

### Atletismo
- 1 a 3 de março - Europeu de Pista Coberta, em  Gotemburgo
- 10 a 18 de agosto - Mundial de Atletismo, em  Moscovo
- 31 de dezembro - Corrida de São Silvestre, em  São Paulo

### Automobilismo
- 16 de fevereiro a 17 de novembro - NASCAR Sprint Cup
- 22 de fevereiro a 15 de novembro - NASCAR Truck Series
- 23 de fevereiro a 16 de novembro - NASCAR Nationwide Series
- 2 de março a 8 de dezembro - V8 Supercars
- 3 de março a 15 de dezembro - Stock Car Brasil
- 17 de março a 24 de novembro - Fórmula 1
- 23 de março a 17 de novembro - WTCC
- 24 de março a 24 de outubro - IndyCar Series
- 14 de abril a 30 de novembro - Mundial de Endurance FIA
- 5 de maio a 20 de outubro - DTM
  - 26 de maio - 500 Milhas de Indianápolis
  - 22 e 23 de junho - 24 Horas de Le Mans
- 16 e 17 de novembro - Grande Prêmio de Macau

### Basquetebol
- 4 a 22 de setembro - EuroBasket, na  Eslovênia
- 15 a 30 de junho - EuroBasket feminino, na  França
- 30 de agosto a 11 de setembro - Copa América Masculina, em  Caracas
- 21 a 28 de setembro - Copa América Feminina, em  Xalapa
- 4 e 6 de outubro - Mundial Interclubes, em  Barueri

### Ciclismo
- 20 a 24 de fevereiro - Mundial de Ciclismo de Pista, em  Minsk
- 20 a 24 de Março - Volta ao Alentejo, em  Portugal
- 7 de abril: Paris-Roubaix
- 4 a 26 de maio - Giro d'Italia
- 29 de junho a 21 de julho - Tour de France
- 19 a 21 de julho - GP de Torres Vedras
- 7 a 18 de agosto - Volta a Portugal
- 24 de agosto a 15 de setembro - Vuelta a España

### Curling
- 16 a 24 de março - Mundial Feminino, em  Riga
- 30 de março a 7 de abril - Mundial Maculino, em  Victoria
- 13 a 20 de abril - Mundial Misto, em  Fredericton

### Cricket
- 6 de junho a 23 de julho - ICC Champions Trophy, na  Inglaterra

### Futebol
- 2 de janeiro a 14 de abril - Taça da Liga
- 6 de janeiro a 18 de maio - Primeira Liga
- 6 de janeiro a 18 de maio - Segunda Liga
- 6 de janeiro a 18 de maio - II Divisão
- 6 de janeiro a 18 de maio - III Divisão
- 16 de janeiro a 26 de maio - Taça de Portugal
- 19 de janeiro a 19 de maio
  - Campeonato Brasiliense
  - Campeonato Carioca
  - Campeonato Gaúcho
  - Campeonato Paulista
- 20 de janeiro a 17 de março - Copa do Nordeste
- 20 de janeiro a 19 de maio
  - Campeonato Baiano
  - Campeonato Catarinense
  - Campeonato Goiano
  - Campeonato Pernambucano
- 22 de janeiro a 24 de julho - Copa Libertadores da América
- 27 de janeiro a 19 de maio - Campeonato Mineiro
- 6 a 13 de março - Algarve Cup-F. Feminino
- 3 de abril a 27 de novembro - Copa do Brasil
- 5 a 17 de maio - Campeonato Europeu Sub-17, na  Eslováquia
- 25 de maio a 30 de novembro - Campeonato Brasileiro - Série B
- 26 de maio a 8 de dezembro - Campeonato Brasileiro
- 15 de maio - Final Liga Europa
- 25 de maio - Final Liga dos Campeões
- 2 de junho a 20 de outubro - Campeonato Brasileiro - Série D
- 2 de junho a 24 de novembro - Campeonato Brasileiro - Série C
- 5 a 18 de junho - Campeonato Europeu Sub-21, em  Israel
- 15 a 30 de junho - Copa das Confederações, no  Brasil
- 21 de junho a 13 de julho - Campeonato Mundial de Futebol Sub-20, na  Turquia
- 7 a 28 de julho - Copa Ouro da CONCACAF, nos  Estados Unidos
- 10 a 28 de julho - Campeonato Europeu Feminino, na  Suécia
- 20 de julho a 1 de agosto - Campeonato Europeu Sub-19, na  Lituânia
- 19 a 31 de agosto - Campeonato Europeu Feminino Sub-19, no  País de Gales
- 22 de agosto - Supertaça Cândido de Oliveira
- 30 de agosto - Supercopa Europeia, em  Praga
- 17 de outubro a 8 de novembro - Campeonato Mundial Sub-17, nos  Emirados Árabes Unidos
- 11 a 21 de dezembro - Copa do Mundo de Clubes, no  Marrocos

### Futebol de Salão FIFUSA/AMF
- 7 a 16 de novembro - II Campeonato Mundial Feminino de Futebol de Salão FIFUSA/AMF

### Futsal
- 22 a 27 de outubro - Grand Prix de Futsal, em  Maringá

### Futebol de Praia(português europeu)ouFutebol de Areia(português brasileiro)
- 18 a 23 de setembro - Copa do Mundo, no  Taiti
- 10 a 17 de novembro - Mundialito de Clubes, no  Brasil

### Ginástica Artística
- 30 de setembro a 6 de outubro - Campeonato Mundial, em  Antuérpia

### Halterofilismo
- 20 a 27 de outubro - Campeonato Mundial, em  Breslávia

### Hóquei em Campo(português europeu)ouHóquei Sobre a Grama(português brasileiro)
- 6 a 12 de maio - Liga Mundial, na  França
- 16 a 19 de maio - Troféu Campeões Masculinos, em  Atenas
- 17 a 20 de maio - Troféu Campeões Femininos, no  Porto
- 12 a 18 de agosto - Campeonato Europeu Masculino, em  Lausana

### Hóquei em Patins
- 29 a 31 de março - Torneio de Montreux, em  Montreux
- 22 a 24 de junho - Campeonato Europeu Feminino Sub-17
- 25 a 30 de junho - Campeonato Europeu Feminino
- 10 a 28 de setembro - Campeonato do Mundo Masculino, em  Luanda e Namibe (atual Moçâmedes)
- 9 a 15 de setembro - Campeonato Europeu Sub-17
- 26 de outubro a 2 de novembro - Campeonato do Mundo Sub-20, em  Iserlohn

### Hóquei no Gelo
- 3 a 14 de maio - Campeonato Mundial, na  Suécia e  Finlândia

### Judô
- 26 de agosto a 1 de setembro - Campeonato Mundial, no  Rio de Janeiro

### Motociclismo
- 24 de fevereiro a 20 de outubro - Superbike
- 7 de abril a 10 de novembro - Mundial de Motovelocidade/Speedway
- 28 de setembro - Motocross das Nações, em  Teutschenthal

### Râguebi(português europeu)ouRúgbi(português brasileiro)
- 2 de fevereiro a 16 de março - Seis Nações
- 27 de abril a 4 de maio - Campeonato Sul-Americano, em  Montevidéu
- 17 de agosto a 5 de outubro - The Rugby Championship
- 25 a 30 de agosto - Campeonato Sul-Americano - Divisão B, em  Luque

### Râguebi de Sete(português europeu)ouRúgbi de Sete(português brasileiro)
- 28 a 30 de junho - Copa do Mundo, na  Rússia

### Ténis
- 1 de fevereiro a 17 de novembro - Copa Davis
- 9 de fevereiro a 3 de novembro - Fed Cup
- 26 de maio a 9 de junho - Roland Garros
- 24 de junho a 7 de julho - Wimbledon
- 26 de agosto a 8 de setembro - US Open
- 21 a 27 de outubro - WTA Tour Championships, em  Istambul
- 4 a 10 de novembro - ATP World Tour Finals, em  Londres

### Voleibol
- 31 de maio a 21 de junho - Liga Mundial
- 21 a 30 de junho - Mundial Feminino Sub-20, na  Chéquia
- 27 de junho a 7 de julho - Mundial Masculino Sub-19, no  México
- 5 a 14 de julho - Mundial Feminino Sub-18, na  Tailândia
- 2 de agosto a 1 de setembro - Grand Prix
- 6 a 10 de agosto - Sul-Americano Masculino, em  Cabo Frio
- 22 de agosto a 1 de setembro - Mundial Masculino Sub-21, na  Turquia
- 6 a 14 de setembro - Campeonato Europeu Feminino, na  Alemanha e  Suíça
- 16 a 22 de setembro - Sul-Americano Feminino, em  Ica
- 20 a 29 de setembro - Campeonato Europeu Masculino, na  Polónia e  Dinamarca
- 9 a 13 de outubro - Mundial de Clubes Feminino, em  Zurique
- 15 a 20 de outubro - Mundial de Clubes Masculino, em  Betim
- 12 a 17 de novembro - Copa dos Campeões Feminina, no  Japão
- 19 a 24 de novembro - Copa dos Campeões Masculina, no  Japão

## Fa(c)tos

### Janeiro
- 1 de janeiro - O  Kashiwa Reysol vence a Copa do Imperador de Futebol Japonês
- 7 de janeiro -  Lionel Messi e  Abby Wambach são escolhidos pela FIFA como os melhores jogadores de 2012
- 9 de janeiro -  Jean-Louis Schlesser vence o Rali África Eco Race
- 12 de janeiro - O clube de futebol  Deportivo La Coruña declara falência[1]
- 14 de janeiro -  Lance Armstrong confessa uso de doping em toda a sua carreira.
- 20 de janeiro
  - Cyril Despres (Motos);  Marcos Patronelli (Quad's);  Stéphane Peterhansel e  Jean-Paul Cottret (Automóveis) ;e  Eduard Nikolaev,  Igor Devyatkin e  Andrey Mokeev (Caminhões) vencem o Rali Dakar
  -  Sébastien Loeb e  Daniel Elena, com um Citroën DS3, vencem o Rali de Monte-Carlo
  -  Portugal vence o Campeonato Europeu de Juniores Masculinos de Hóquei de Sala-Divisão B
- 25 de janeiro - O  Santos vence a Copa São Paulo de Futebol Júnior
- 27 de janeiro
  - A  Espanha vence o Campeonato Mundial de Handebol Masculino
  -  Novak Djokovic e  Victoria Azarenka vencem o Aberto da Austrália de Tênis
  - A  Costa Rica vence a Copa Centro-americana de Futebol
  -  Tom-Jelte Slagter vence a prova de ciclismo Tour Down Under
  - A  Polónia vence o Campeonato Europeu de Juniores Femininos de Hóquei de Sala
  -  Charlie Kimball,  Juan Pablo Montoya,  Scott Pruett e  Memo Rojas,  (Riley-BMW), na classe DP ;e  Filipe Albuquerque,  Oliver Jarvise,  Edoardo Mortara e  Dion von Moltke (Audi R8), na classe GT, vencem as 24 Horas de Daytona

### Fevereiro
- 3 de fevereiro
  - A  Colômbia vence o Campeonato Sul-Americano de Futebol Sub-20 de 2013
  - O Baltimore Ravens vence o Super Bowl XLVII da NFL
- 8 de fevereiro -  Mark Cavendish vence a Volta do Qatar de Ciclismo
- 10 de fevereiro
  - A  Nigéria vence a Copa Africana de Nações de Futebol
  - O  Atlético Paranaense vence a Marbella Cup de Futebol
  -  Sébastien Ogier e  Julien Ingrassia, com um Volkswagen Polo, vencem o Rali da Suécia
- 16 de fevereiro -  Chris Froome vence a Volta de Omã de 2013
- 17 de fevereiro
  -  Tony Martin vence a Volta ao Algarve de Ciclismo
  - O  KTHC Rot-Weiss Köln vence o Campeonato Europeu de Clubes Masculinos de Hóquei de Sala
- 24 de fevereiro
  - O  s-Hertogenbosch vence o Campeonato Europeu de Clubes Femininos de Hóquei de Sala
  - O  Swansea City vence a Taça da Liga Inglesa de Futebol
  -  Jimmie Johnson vence as 500 milhas de Daytona

### Março
- 10 de março -  Richie Porte vence Paris-Nice
- 12 de março -  Vincenzo Nibali vence pelo 2º ano consecutivo na Tirreno-Adriático
- 16 de março
  -  Marcel Fässler,  Benoît Tréluyer e  Oliver Jarvis, com um Audi R18 e-tron quattro, vencem as 12 Horas de Sebring
  - O  País de Gales vence pela 26ª vez o Torneio das Seis Nações em râguebi
- 17 de março
  -  Kimi Räikkönen vence o Grande Prêmio da Austrália de Fórmula 1
  -  Gerald Ciolek da MTN Qhubeka vence a Clássica Milão-Sanremo
  - O Vitória Guimarães vence pela 2ª vez a LXIV Taça de Portugal de Basquetebol
  - O  Campinense vence a Copa do Nordeste
- 23 de março -  Richie Porte vence Paris-Nice
- 24 de março
  -  AJ Fonte do Bastardo conquista a Taça de Portugal de Voleibol Masculino pela 1ª vez
  -  Sebastian Vettel vence o Grande Prêmio da Malásia de Fórmula 1
  -  James Hinchcliffe vence a etapa de São Petersburgo da IndyCar
  -  Jasper Stuyven vence a 31ª Volta ao Alentejo em bicicleta
  -  Silvain Dillier vence a 33ª Volta à Normandia em bicicleta
  -  Daniel Martín vence a 94ª Volta à Catalunha em bicicleta
  -  Chris Froome vence o 82º Critérium International em bicicleta
  -  Yvan Muller vence as duas corridas do GP de Itália do WTCC
  -  Bernard Koech (Masc.) e  Edna Kiplagat (Fem.) vencem a Meia-Maratona de Lisboa
  - A  Escócia vence o Campeonato Mundial de Curling Feminino
- 30 de março
  -  CD Ribeirense conquista a Taça de Portugal de Voleibol Feminino
  -  Serena Williams conquista a sua 6ª vitória no torneio WTA de Miami
- 31 de março
  -  Álvaro Parente e  Sebastien Loeb vencem a Corrida de Sprint do GP de Nogaro da FIA GT Series
  -  Fabian Cancellara conquista 2ª vitória na Volta à Flandres
  -  Andy Murray vence o torneio Masters 1000 de Miami
  -  Portugal conquista a sua 17ª Taça das Nações em Hóquei em patins

### Abril
- 6 de abril - O  Bayern de Munique vence o Campeonato Alemão de Futebol
- 7 de abril
  -  Nairo Quintana vence a Volta ao País Basco em bicicleta
  -  Fabian Cancellara vence o Paris-Roubaix
  -  Daniel Sordo vence o Fafe Rally Sprint
  -  António Félix da Costa vence a 2ª corrida do GP de Monza da Fórmula Renault 3.5
  - O  Rio de Janeiro vence a Superliga de Voleibol Feminino
  -  Michel Nykjær e  Pepe Oriola vencem as corridas da etapa do Marrocos do WTCC
  -  Rui Costa vence a Clássica da Primavera Amorebieta em ciclismo
  -  Jorge Lorenzo (Moto GP),  Pol Espargaró (Moto 2)  Luis Salom (Moto 3) vencem o GP do Qatar de Moto GP
  -  Ryan Hunter-Reay vence a etapa do Alabama da IndyCar
  - A  Suécia vence o Campeonato Mundial de Curling Masculino
- 11 de abril -  Paulo Gonçalves é 2º no Abu Dhabi Desert Challenge em motos
- 12 de abril - O  Pinheiros vence a Liga das Américas de Basquetebol
- 13 de abril
  -  SC Braga conquista a 6ª edição da Taça da Liga
  -  José Matoso, Gustavo Lima e  Frederico Melo, vencem o Campeonato da Europa de vela (desporto) na classe dragão
  -  Simon Dolan e  Oliver Turvey no carro nº 38 da  Jota Sport vencem as 3 Horas of Silverstone da European Le Mans Series
  -  Harry Tincknell e  Felix Rosenqvist vencem a 1ª e 2ª corridas de Silverstone da Fórmula 3 Europeia
- 14 de abril
  -  Fernando Alonso vence o Grande Prêmio da China de Fórmula 1
  - O  Rio de Janeiro vence a Superliga de Voleibol Masculino
  -  Sébastien Ogier e  Julien Ingrassia, com um Volkswagen Polo, vencem o 47º Rali de Portugal, 3ª prova do WRC
  -  Allan McNish , Tom Kristensen e  Loïc Duval , com um Audi R18 e-tron quattro, vencem as 6 Horas de Silverstone do Mundial de Resistência FIA
  -  Roman Kreuziger vence a Amstel Gold Race
  -  Harry Tincknell vence a 3ª corrida de Silverstone da Fórmula 3 Europeia
  -  César Ramos, Davide Rigon e  Daniel Zampieri, com uma Ferrari 458 GT3, vence a prova de Monza da Blancpain Endurance Series
  -  Rubén Plaza vence a Volta a Castilla e León
  -  Chaz Davies (Superbikes),  Fabien Foret (Supersport),  Sylvain Barrier (Superstock 1000) vencem o GP de Aragón do Mundial de Superbikes
  -  Antonio Cairoli (MX1) e  Jeffrey Herlings (MX2) vencem a corrida de Arco di Trentino do Mundial de Motocrosse
- 17 de abril -  Daniel Moreno da Katusha vence a La Flèche Wallonne
- 18 de abril -  Vincenzo Nibali da Equipa Astana vence a Volta a Trentino
- 21 de abril
  -  Sebastian Vettel vence o Grande Prêmio do Bahrain de Fórmula 1
  -  Takuma Sato vence a etapa de Long Beach da IndyCar
  -  Daniel Martin vence Liège-Bastogne-Liège
  -  Marc Márquez (Moto GP),  Nicolás Terol (Moto 2) e  Álex Rins (Moto 3) vencem o GP das Américas de Moto GP
- 22 de abril - O  Manchester United vence o Campeonato Inglês de Futebol
- 27 de abril
  -  Jan Kopecký vence o Sata Rally Açores do Campeonato Europeu de Ralis
  -  Kevin Magnussen vence a 1ª corrida da 2ª prova da World Series by Renault no Ciudad del Motor de Aragón
  - O GD Direito conquista pela 9ª vez o Campeonato Nacional de Rugby
- 28 de abril
  -  Kairat vence a UEFA Futsal Cup
  -  Chris Froome vence a Volta à Romandia de 2013
  -  Carlos Huertas vence a 2ª corrida da 2ª prova da World Series by Renault no Ciudad del Motor de Aragón
  -  Gabriele Tarquini (Honda) e  Tom Coronel (BMW) venceram as corridas  da etapa Eslováquia do WTCC
  -  Liam Doran vence a prova de Montalegre no Campeonato Europeu FIA de rallycross
  -  Tom Sykes e  Eugene Laverty (Superbikes),  Sam Lowes (Supersport),  Eddi La Marra (Superstock 1000) vencem o GP de Assen do Mundial de Superbikes
  - GD Chaves, Ac. Viseu e Sporting Clube Farense garantem a subida à Segunda Liga Portuguesa de Futebol
  -  Filipa Martins conquista a medalha de bronze na prova de solo na etapa de Liubliana da Copa do Mundo de Ginástica Artística
  - CD Ribeirense vence pela 3ª vez consecutiva o Campeonato Português de Voleibol Feminino
  - A  Argentina vence o Campeonato Sul-Americano de Futebol Sub-17

### Maio
- 4 de maio -  André Lotterer,  Benoît Tréluyere  Marcel Fässler com um Audi R18 e-tron quattro vencem as 6 Horas de Spa-Francorchamps
- 5 de maio
  - A  Juventus vence o Campeonato Italiano de Futebol
  -  Augusto Farfus vence a 1ª etapa (Nürburgring) da DTM
  -  James Hinchcliffe vence a etapa de São Paulo da Indycar
  - O  Botafogo vence o Campeonato Carioca de Futebol
  - O  Internacional vence o Campeonato Gaúcho de Futebol
  - O  CA Ouriense vence o Campeonato Português de Futebol Feminino
  - O  CP Voltregá vence a Taça Europeia Feminina de Hóquei em Patins
  -  Sébastien Loeb e  Daniel Elena, com um Citroën DS3 WRC, vencem o Rali da Argentina, 4ª prova do WRC
  -  Yvan Muller e  Robert Huff vencem as corridas da etapa do Hungria do WTCC
  -  Dani Pedrosa (Moto GP),  Esteve Rabat (Moto 2)  Maverick Viñales (Moto 3) vencem o GP de Espanha de Moto GP
  -  Stanislas Wawrinka (masc) e  Anastasia Pavlyuchenkova (fem) vencem o 24º Portugal Open de Ténis
  -  Gautier Paulin (MX1) e  Jeffrey Herlings (MX2) vencem a etapa de Portugal do Campeonato Mundial de Motocross
  - O  Ajax vence o Campeonato Holandês de Futebol
  - O  Galatasaray vence o Campeonato Turco de Futebol
  - A  Efapel-Glassdrive vence a Volta ao Azerbeijão em bicicleta por equipas
  - O  Fc copenhaga vence o Campeonato Dinamarquês de Futebol
  - O  CENE vence o Campeonato Sul-Mato-Grossense de Futebol
  - O  Cuiabá vence o Campeonato Mato-Grossense de Futebol
- 11 de maio:
  - O  Barcelona vence o Campeonato Espanhol de futebol
  -  Miguel Ramos e  Nicky Pastorelli (SGT),  César Campaniço e  Carlos Vieira (GTS) vencem a 1ª corrida da prova de Portugal do International GT Open
  - O  Olympiakos vence a Taça da Grécia de Futebol
- 12 de maio:
  -  Fernando Alonso vence o Grande Prêmio da Espanha de Fórmula 1
  -  Simone Faggioli, num Osella FA 30 venceu a 34ª Rampa Internacional da Falperra
  -  SL Benfica vence o Campeonato Português de Voleibol Masculino
  -  Sporting CP vence a Taça de Portugal de Futsal Masculino
  -  Portugal garantiu a presença no Circuito Mundial de Rugby de Sete 2013-14
  - O  CE Vendrell vence a 33ª Taça CERS de Hóquei em Patins
  -  Marco Melandri e  Eugene Laverty (Superbikes),  Sam Lowes (Supersport),  Lorenzo Savadori (Superstock 1000) vencem o GP de Itália do Mundial de Superbikes
  -  Duncan Cameron e  Matt Griffin (SGT),  Pol Rosell e  Roman Mavlanov (GTS) vencem a 2ª corrida da prova de Portugal do International GT Open
  - O  Paris Saint-Germain vence o Campeonato Francês de Futebol
  - O  Coritiba vence o Campeonato Paranaense de Futebol
  - O  Santa Cruz vence o Campeonato Pernambucano de Futebol
  - O  Olympiakos vence a Euroliga Masculina de Basquetebol
- 14 de maio - A  Suécia vence o Campeonato Mundial de Hóquei no Gelo
- 15 de maio - O  Chelsea vence a Liga Europa da UEFA
- 17 de maio - O  FC Porto vence a Liga Portuguesa de Andebol
- 18 de maio
  - O  CRB vence o Campeonato Alagoano de Futebol
  - O  Brasiliense vence o Campeonato Brasiliense de Futebol
  - O  FC Porto vence o Campeonato Português de Hóquei em Patins
- 19 de maio
  - O  Porto vence o Campeonato Português de Futebol
  - O  Atlético Mineiro vence o Campeonato Mineiro de Futebol
  - O  Vitória vence o Campeonato Baiano de Futebol
  - O  Goiás vence o Campeonato Goiano de Futebol
  - O  Criciúma vence o Campeonato Catarinense de Futebol
  - O  Corinthians vence o Campeonato Paulista de Futebol
  - O  Ceará vence o Campeonato Cearense de Futebol
  - O  Desportiva Ferroviária vence o Campeonato Capixaba de Futebol
  - O  Parnahyba vence o Campeonato Piauiense de Futebol
  - O  Paysandu vence o Campeonato Paraense de Futebol
  - O  Potiguar de Mossoró vence o Campeonato Potiguar de Futebol
  - O  Sergipe vence o Campeonato Sergipano de Futebol
- 25 de maio - O  Bayern de Munique vence a Liga dos Campeões da UEFA
- 26 de maio
  -  Nico Rosberg vence o Grande Prêmio de Mônaco de Fórmula 1
  -  Tony Kanaan vence as 500 Milhas de Indianápolis
  -  Vincenzo Nibali vence o 96º Giro d'Italia de Ciclismo
  - O  Vitória SC vence a 76ª Taça de Portugal de Futebol
  - O  SL Benfica vence a Liga Portuguesa de Basquetebol
  - O  Plácido de Castro vence o Campeonato Acriano de Futebol
  - A  Princesa do Solimões vence o Campeonato Amazonense de Futebol
- 29 de maio - O  Náutico vence o Campeonato Roraimense de Futebol
- 30 de maio - O  Botafogo-PB vence o Campeonato Paraibano de Futebol

### Junho
- 1 de junho
  - O  Flamengo vence o Novo Basquete Brasil
  -  Mike Conway vence a 1ª corrida da etapa de Detroit da Indycar
  - O  Bayern Munique vence a Taça da Alemanha de Futebol e conquista a Tripleta
  - O  Vilhena vence o Campeonato Rondoniense de Futebol
- 2 de junho
  - O  SL Benfica conquista a Liga Europeia de Hóquei em Patins 2012/13
  - O  Sporting CP vence a Taça de Portugal de Andebol
  - O  Hamburgo vence a EHF Champions League
  -  Jorge Lorenzo (Moto GP),  Scott Redding (Moto 2)  Luis Salom (Moto 3) vencem o GP de Itália de Moto GP
  -  Jari-Matti Latvala e  Miikka Anttila, com um Volkswagen Polo R WRC, vencem o Rali da Acrópole, 6ª prova do WRC
  -  Simon Pagenaud vence a 2ª corrida da etapa de Detroit da Indycar
- 8 de junho
  - O  Brasil vence o Torneio Internacional de Toulon de Futebol
  -  Hélio Castroneves vence a etapa do Texas da Indycar
  - O  Interporto vence o Campeonato Tocantinense de Futebol
- 9 de junho
  -  Sebastian Vettel vence o Grande Prêmio do Canadá de Fórmula 1
  -  Chris Froome vence o Critérium du Dauphiné Libéré
  -  Yvan Muller e  Michel Nykjær vencem as duas corridas da etapa da Russia do WTCC
  -  Marco Melandri e  Eugene Laverty (Superbikes),  Sam Lowes (Supersport),  Sylvain Barrier (Superstock 1000) vencem o GP de Portugal do Mundial de Superbikes
  -  terminou os Campeonatos Europeus de Maratona em Canoagem, disputados na Vila de Prado com uma medalha de ouro, duas de prata e uma de bronze.
- 12 de junho - O  Maranhão vence o Campeonato Maranhense de Futebol
- 14 de junho -  Rui Costa vence a etapa rainha da Volta à Suíça
- 15 de junho
  -  Rui Costa vence CRI final e vence a Volta à Suíça
  -  Ryan Hunter-Reay vence a etapa de Milwaukee da Indycar
  -  Jorge Lorenzo (Moto GP),  Pol Espargaró (Moto 2)  Luis Salom (Moto 3) vencem o GP de Itália de Moto GP
  - O  Clube Fluvial Portuense vence a Primeira Divisão de Polo Aquático Masculino em seniores femininos.
  -  Portugal em K4 1000 metros masculino e  Fernando Pimenta na prova de K1 5000 metros conquistam as medalhas de prata no Campeonato da Europa de Velocidade em Canoagem disputados em Montemor-o-Velho
- 18 de junho - A  Espanha vence o Campeonato Europeu de Futebol Sub-21
- 21 de junho
  - O Miami Heat vence a NBA
  -  Rui Costa vence o Campeonato Português de Contra-Relógio, em bicicleta
- 22 de junho - APD Braga faz a dobradinha ao vencer o Campeonato de Portugal de Basquetebol em cadeira de rodas
- 23 de junho
  -  Tom Kristensen,  Allan McNish e  Loïc Duval, com um Audi R18 e-tron quattro, vencem as 24 Horas de Le Mans
  - O  Futsal do Sporting Clube de Portugal vence o Campeonato Português de Futsal
  -  Sébastien Ogier e  Julien Ingrassia, com um Volkswagen, vencem o Rali da Sardenha
  -  Jóni Brandão Campeonato Português de Estrada, em bicicleta
  - O  FC Porto vence a Taça de Portugal de Hóquei em Patins
  -  Pedro Fraga conquista a medalha de ouro na Taça do Mundo de Remo na prova de skiff
  -  James Hinchcliffe vence a etapa de Iowa da IndyCar
- 24 de junho - O Chicago Blackhawks vence a NHL
- 29 de junho - O  Vélez Sarsfield vence o Campeonato Argentino de Futebol
- 30 de junho
  - A  Nova Zelândia vence, no masculino e no feminino, a Copa do Mundo de Rugby Sevens
  -  Nico Rosberg vence o Grande Prêmio da Grã-Bretanha de Fórmula 1
  - A  China vence o Campeonato Mundial de Voleibol Feminino Sub-20
  - O  Brasil vence a Copa das Confederações de Futebol

### Julho
- 7 de julho
  -  Sebastian Vettel vence o Grande Prêmio da Alemanha de Fórmula 1
  -  Scott Dixon vence a etapa de Pocono da IndyCar
- 13 de julho
  -  Scott Dixon vence a 1ª corrida da etapa de Toronto da IndyCar
  - A  França vence o Campeonato Mundial de Futebol Sub-20
- 14 de julho -  Scott Dixon vence a 2ª corrida da etapa de Toronto da IndyCar
- 17 de julho - O  Corinthians vence a Recopa Sul-Americana de Futebol
- 21 de julho
  - A  Rússia vence a Liga Mundial de Voleibol
  -  Chris Froome vence o Tour de France de Ciclismo
- 24 de julho - O  Atlético Mineiro vence a Copa Libertadores da América
- 28 de julho
  -  Lewis Hamilton vence o Grande Prêmio da Hungria de Fórmula 1
  - Os  Estados Unidos vencem a Copa Ouro da CONCACAF

### Agosto
- 4 de agosto -  Charlie Kimball vence a etapa de Mid-Ohio da Indycar
- 11 de agosto - O  Brasil vence o Campeonato Sul-Americano de Voleibol Masculino
- 25 de agosto
  -  Sebastian Vettel vence o Grande Prêmio da Bélgica de Fórmula 1
  -  Will Power vence a etapa de Sonoma da Indycar
- 30 de agosto - O  Bayern de Munique vence a Supercopa Europeia de Futebol
- 31 de agosto - O  Vasco da Gama vence a Taça Belo Horizonte de Futebol Júnior

### Setembro
- 1 de setembro
  - O  Brasil vence o Grand Prix de Voleibol
  - A  Rússia vence o Campeonato Mundial de Voleibol Masculino Sub-21
  -  Simon Pagenaud vence a etapa de Baltimore da Indycar
- 7 de setembro -  Tóquio é escolhida como sede dos Jogos Olímpicos de Verão de 2020 e dos Jogos Paralímpicos de Verão de 2020
- 8 de setembro -  Sebastian Vettel vence o Grande Prêmio da Itália de Fórmula 1
- 11 de setembro - O  México vence a Copa América de Basquetebol Masculino
- 14 de setembro - A  Rússia vence o Campeonato Europeu de Voleibol Feminino
- 21 de setembro - O  Brasil vence, com uma rodada de antecedência, o Campeonato Sul-Americano de Voleibol Feminino
- 22 de setembro
  -  Sebastian Vettel vence o Grande Prêmio de Cingapura de Fórmula 1
  - A  França vence o EuroBasket Masculino
- 28 de setembro -  Cuba vence a Copa América de Basquetebol Feminino
- 29 de setembro
  -  Mike Rockenfeller vence o campeonato da DTM
  - A  Rússia vence a Copa do Mundo de Futebol de Areia
  - A  Rússia vence o Campeonato Europeu de Voleibol Masculino

### Outubro
- 5 de outubro
  -  Scott Dixon vence a 1ª corrida da etapa de Houston da Indycar
  - A  Nova Zelândia vence o Rugby Championship
- 6 de outubro
  -  Sebastian Vettel vence o Grande Prêmio da Coréia do Sul de Fórmula 1
  -  Will Power vence a 2ª corrida da etapa de Houston da Indycar
  - O  Olympiacos vence o Campeonato Mundial Interclubes de Basquete
- 11 de outubro -  Lima é escolhida como cidade sede dos Jogos Pan-Americanos de 2019 e dos Jogos Parapan-Americanos de 2019
- 12 de outubro - A  China vence o Campeonato Mundial de Voleibol Feminino Sub-23
- 13 de outubro
  -  Sebastian Vettel vence o Grande Prêmio do Japão de Fórmula 1
  - O  VakifBank Spor Kulübü vence o Campeonato Mundial de Clubes de Voleibol Feminino
  - O  Brasil vence o Campeonato Mundial de Voleibol Masculino Sub-23
- 20 de outubro
  - Na Indycar,  Will Power vence a etapa de Fontana e  Scott Dixon vence o campeonato
  - O  Cruzeiro vence o Campeonato Mundial de Clubes de Voleibol Masculino
- 26 de outubro - A  Rússia vence o World Combat Games
- 27 de outubro
  -  Pol Espargaró vence o campeonato da Moto2
  -  Serena Williams vence o WTA Tour Championships de 2013
  -  Sebastian Vettel vence o Grande Prêmio da Índia de Fórmula 1 e o campeonato pela quarta vez
  - O  Brasil vence o Grand Prix de Futsal
- 30 de outubro - O Boston Red Sox vence a MLB

### Novembro
- 2 de novembro -  Fabio Leimer vence o campeonato da GP2
- 3 de novembro
  -  Sebastian Vettel vence o Grande Prêmio de Abu Dhabi de Fórmula 1
  - O  Botafogo-PB vence o Campeonato Brasileiro de Futebol da Série D
  - A  Itália vence a Fed Cup de Tênis
- 8 de novembro - A  Nigéria vence o Campeonato Mundial de Futebol Sub-17
- 10 de novembro
  -  Maverick Viñales vence o campeonato da Moto3
  -  Marc Márquez vence o campeonato da MotoGP
  - O  Al-Ahly vence a Liga dos Campeões da CAF
- 13 de novembro - O  Cruzeiro vence o Campeonato Brasileiro de Futebol
- 15 de novembro -  Matt Crafton vence a NASCAR Truck Series
- 16 de novembro
  - O  Palmeiras vence o Campeonato Brasileiro de Futebol da Série B
  -  Austin Dillon vence a NASCAR Nationwide Series
- 17 de novembro
  - O  Brasil vence a Copa dos Campeões de Voleibol Feminino
  - O  Orlândia vence a Liga Futsal
  - A  Tchéquia vence a Copa Davis de Tênis
  -  Sebastian Vettel vence o Grande Prêmio dos Estados Unidos de Fórmula 1
  -  Jimmie Johnson vence pela 6ª vez a NASCAR Sprint Cup
- 20 de novembro - Definidas todas as seleções que irão disputar a Copa do Mundo FIFA de 2014
- 24 de novembro
  - O  Brasil vence a Copa dos Campeões de Voleibol Masculino
  -  Sebastian Vettel vence o Grande Prêmio do Brasil de Fórmula 1
- 27 de novembro - O  Flamengo vence a Copa do Brasil de Futebol

### Dezembro
- 1 de dezembro - O  Santa Cruz vence o Campeonato Brasileiro de Futebol da Série C
- 6 de dezembro - Sorteio dos grupos da Copa do Mundo FIFA de 2014
- 11 de dezembro - O  Lanús vence a Copa Sul-Americana de Futebol
- 15 de dezembro -  Ricardo Maurício vence o campeonato da Stock Car Brasil
- 21 de dezembro
  - O  Bayern de Munique vence a Copa do Mundo de Clubes da FIFA
  - O  Internacional vence o Campeonato Brasileiro de Futebol Sub-20
- 22 de dezembro - O  Brasil vence o Campeonato Mundial de Handebol Feminino
- 31 de dezembro -  Edwin Kipsang e  Nancy Kipron vencem a Corrida de São Silvestre